# حادثة إطلاق النار في عمان 2015
حادثة إطلاق النار في عمّان، وذلك يوم 9 نوفمبر من عام 2015، حيثُ أقدم شرطي أردني على إطلاق النّار على متدربين في مركز تدريب للشرطة الأردنية في منطقة الموقر مدينة عمان بالأردن، وأسفر عن ذلك مقتل 6 أشخاص، بينهم أمريكيان، كما أنّه أصاب خمسة آخرين بينهم أمريكيان وثلاثة أردنيين قبل أن يُقتل. وقد تزامن الحادث مع الذكرى السنوية العاشرة لتفجيرات فنادق عمّان عام 2005، والتي راح ضحيتها 57 شخصًا بالإضافة إلى إصابة نحو 200 آخرين. وقد أكّد وزير الداخلية الأردني ما جاء بالتحقيقات وشهود العيان أنَّ ما حصل هو «حادث فردي وشخصي» وأنّه ليس له علاقة بأي جهة خارجيّة وأنّ تلك الحادثة تتعلق بأمور نفسية ومالية للمنفّذ.

## الحادثة
أقدم الضابط الأردني أحمد أبو زيد، وهو برتبة نقيب، على إطلاق النار في مركز مدينة الملك عبد الله التدريبية الخاص بتدريب الشرطة بمنطقة الموقر شرق مدينة عمان الأردنية، حيث ذكر وزير الدولة لشؤون الإعلام الناطق الرسمي باسم الحكومة محمد المومني أن الشرطي قام بإطلاق النار باتجاه المدرّبين وزملائهم، ما أدى إلى مقتل مدني أردني يعمل مترجمًا لدى المركز واسمه «كمال ملكاوي»، وآخر قُتل بوقت متأخر من مساء يوم 9 نوفمبر متأثرًا بجراحه واسمه «عوني الأصفر العقرباوي»، ومقتل المدربين الثلاثة (اثنان أمريكيان، وواحد جنوب إفريقي)، وإصابة مدربين أميركيين وأردنيين آخرين. وذكر أيضًا أن قوات الشرطة تعاملت مع الحادث وقتلت المهاجم، فيما ذكرت مصادر أخرى أنه قام بالانتحار بعد الحادثة.

## ردود أفعال
- الأردن: أعلن ملك الأردن عبد الله الثاني بن الحسين أنّه يشرف بنفسه على التحقيق في الحادثة.[4]
- الولايات المتحدة: أعلن الرئيس الأمريكي باراك أوباما أن الولايات المتحدة تتعامل مع ما حدث «بكل جدية» وأنها ستتعاون مع السلطات الأردنية في تحقيقاتها الجارية لمعرفة ملابسات الحادث.[4]
- جنوب إفريقيا: أعلنت سفارة جنوب إفريقيا في عمّان أنها «تقدم تعازيها لعائلات الضحايا التي تأثرت بهذه الحادثة، سواء من الجنسية الأردنية أو الأميركية أو غيرهما».[2]

## طالع أيضًا
- تفجيرات عمان 2005.